# Mario Guilloti
Mario Omar Guilloti González (* 20. Mai 1946 in Chacabuco, Provinz Buenos Aires; † 24. August 2021 in Avellaneda) war ein argentinischer Weltergewichtsboxer.

## Amateur
Bei den Panamerikanischen Spielen 1967 in Winnipeg belegte Guilloti im Weltergewicht (-67 ) den zweiten Platz. Er schlug dabei u. a. Jesse Valdez, USA. Im Jahr 1968 gewann Guilloti bei den Olympischen Spielen in Mexiko-Stadt nach Siegen über Andrew Kajjo, Uganda (4:1), Donato Paduano, Kanada (5:0), und Armando Muniz, USA (4:1), und einer Halbfinalniederlage gegen Joseph Bessala, Kamerun (5:0), die Bronzemedaille.

## Profi
1969 wurde er Profi und gewann 29 von seinen ersten 31 Kämpfen bei einer Niederlage und einem Unentschieden. 1975 scheiterte er zweimal bei dem Versuch, argentinischer Weltergewichtsmeister zu werden, an Miguel Ángel Campanino. Im März wurde er bereits in der ersten Runde disqualifiziert, im Juni verlor er nach Punkten.
Über knapp fünf Jahre zeigte Guilloti dann ansprechende Kämpfe. Im April 1980 boxte er wieder um den argentinischen Titel. Diesmal konnte er Edoardo Jorge Yanni in der zwölften und letzten Runde durch KO besiegen. Die Titelverteidigung scheiterte allerdings, im September des gleichen Jahres verlor er gegen Alfredo Rubén Lucero nach technischem KO in der achten Runde.
Guillotis weitere Profikarriere zeigte dann mehr Schatten als Licht. Von seinen letzten fünfzehn Kämpfen konnte er lediglich vier gewinnen, zudem erreichte er ein Unentschieden. Im November 1983 beendete er seine Karriere.